# Курчавый заяц
Курчавый заяц вариант Тибетский курчавый заяц (лат. Lepus oiostolus) — вид млекопитающих отряда зайцеобразных.

## Распространение
Ареал: 
- Китай (Ганьсу, Цинхай, Сычуань, Тибет, Синьцзян, Юньнань);
- Индия (Ладакх, северный Сикким);
- Непал (верхний Мустанг).

Lepus oiostolus встречается на высотах 3000–5300 м. Населяет горные степи Тибетского нагорья.

## Поведение
Рацион состоит преимущественно из травы и травянистых растений. Ведёт в основном ночной образ жизни, но может быть встречен и в течение дня.
Сезон размножения начинается в апреле. Этот вид дает два выводка в год, от 4 до 6 детенышей в выводке.

## Морфологические признаки
Общая длина 40–58 см. Средний вес 2283 г. Цвет спины варьируется от коричневого, желтовато-коричневого до желтовато-белого, шерсть слегка волнистая на спине. Брюхо белое, иногда с легкой коричневой линией по центру.